# Zaginięcie Emanueli Orlandi

Plakat wykorzystany w Rzymie w 1983 roku

Zaginięcie Emanueli Orlandi – niewyjaśnione zaginięcie Emanueli Orlandi, które miało miejsce 22 czerwca 1983 roku.
Emanuela Orlandi urodziła się 14 stycznia 1968 roku. Była obywatelką Watykanu. Jej ojciec był świeckim urzędnikiem kurii rzymskiej.

## Okoliczności zaginięcia
Zaginięcie Orlandi miało miejsce 22 czerwca 1983. Wybrała się ona na zajęcia do szkoły muzycznej. Pierwszym podejrzanym związanym z jej zniknięciem był były rektor bazyliki św. Apolinarego.

## Hipotezy
Według dziennikarza Pina Nicotriego dziewczyna padła ofiarą siatki księży, którzy potem celowo naprowadzili śledztwo w sprawie jej zaginięcia na wątek zamachowca Mehmeta Alego Ağcy. Po przedawnieniu sprawy fotograf Marco Fassoni Accetti zeznał, że miał powiązania z siatką, która porwała dziewczynę. Dla uwiarygodnienia swojej wersji Accetti zaprowadził włoskich dziennikarzy na miejsce kryjówki, gdzie według jego relacji znaleziono flet zaginionej dziewczyny zawinięty w gazetę w 1985 roku. Wyniki badań DNA pobranych z fletu nie przyniosły żadnych rezultatów. Wstępne badania wykazały, że autorką czterech listów w sprawie porwanej dziewczyny jest żona Accettiego. W czerwcu 2005 roku, po emisji odcinków programu o osobach zaginionych poświęconego Emanueli Orlandi, odebrano telefon od anonimowego informatora, który twierdził, że Emanuelę pochowano w sarkofagu w bazylice św. Apolinarego, w grobie Enrico De Pedisa. Na polecenie prokuratury otwarto grób De Pedisa, lecz nie znaleziono w nim szczątków zaginionej dziewczyny.
W maju 2012 roku oficjalny egzorcysta watykański i diecezji rzymskiej – ojciec Gabriele Amorth – stwierdził, że Emanuela została porwana przez Żandarmerię Watykańską do udziału w grupowych aktach seksualnych.
W listopadzie 2018 w podziemiu apostolskiej nuncjatury w Rzymie natrafiono na szczątki młodej kobiety, jednak nie potwierdzono, by należały one do zaginionej nastolatki.
11 lipca 2019 w związku z poszukiwaniami ciała zaginionej dziewczyny otwarto krypty niemieckich arystokratek: księżnej Charlotty Friederiki z Meklemburgii-Schwerinu i księżniczki Zofii von Hohenlohe-Waldenburg-Bartenstein, pochowanych na cmentarzu Teutońskim przy bazylice św. Piotra. Krypty okazały się puste (nie znaleziono też ciał księżniczek). Natomiast w pobliżu tychże grobowców zostały znalezione ossuaria z kośćmi. 20 lipca 2019 w trakcie badań w ossuariach odkryto tysiące kości. 28 lipca 2019 dyrekcja w watykańskim biurze prasowym podała do wiadomości publicznej, że analizy badań morfologicznych setek kości wykazały, że pochodzą one z XIX wieku.

## Oddźwięk w kulturze
W 2013 Agnieszka Zakrzewicz wydała książkę pt. Watykański labirynt opartą na rozmowach o morderstwie Roberta Calviego, o zamachu na papieża Jana Pawła II i zaginionej Emanueli Orlandi.
W 2022 roku platforma streamingowa Netflix opublikowała miniserial dokumentalny „Dziewczyna z Watykanu: Zaginięcie Emanueli Orlandi”, próbujący odpowiedzieć na pytania dotyczące zaginięcia nastolatki.